# Кенсеро (Кот-д’Ор)
Кенсеро́ (фр. Quincerot) — коммуна во Франции, находится в регионе Бургундия. Департамент коммуны — Кот-д’Ор. Входит в состав кантона Монбар. Округ коммуны — Монбар.
Код INSEE коммуны — 21516.

## Население
Население коммуны на 2010 год составляло 104 человека.
| 1962 | 1968 | 1975 | 1982 | 1990 | 1999 | 2010 |
| ---- | ---- | ---- | ---- | ---- | ---- | ---- |
| 75   | 64   | 53   | 50   | 57   | 53   | 104  |

## Экономика
В 2010 году среди 63 человек трудоспособного возраста (15—64 лет) 39 были экономически активными, 24 — неактивными (показатель активности — 61,9 %, в 1999 году было 74,3 %). Из 39 активных жителей работали 37 человек (20 мужчин и 17 женщин), безработных было 2 (0 мужчин и 2 женщины). Среди 24 неактивных 13 человек были учениками или студентами, 5 — пенсионерами, 6 были неактивными по другим причинам.